# Rrröööaaarrr
A Rrröööaaarrr a kanadai Voivod zenekar 1986-ban megjelent második nagylemeze.
A debütáló album után a Voivod a német Noise Recordshoz szerződött, ahol akkoriban olyan csapatok dolgoztak, mint a Kreator vagy a Celtic Frost. A Rrröööaaarrr album zeneileg visszalépés volt, és a felvétel minősége sem javult a War and Pain albumhoz képest.
2017. április 28-án a Noise Records újra megjelentette az albumot egy remaszterelt és kibővített kiadásban, 2CD+DVD formátumban. Ezzel egyidőben az eredeti album remaszterelt változata vinyl LP-n is újra megjelent.

## Az album dalai
A. oldal
1. Korgüll the Exterminator  – 4:57
2. Fuck Off and Die  – 3:37
3. Slaughter in a Grave  – 4:07
4. Ripping Headaches  – 3:14
5. Horror  – 4:13

B. oldal
1. Thrashing Rage  – 4:35
2. The Helldriver  – 3:45
3. Build Your Weapons  – 4:46
4. To the Death!  – 5:12

## 2017-es bővített kiadás
CD1
Rrröööaaarrr (remastered)
- Korgüll the Exterminator
- Fuck Off and Die
- Slaughter in a Grave
- Ripping Headaches
- Horror
- Thrashing Rage
- The Helldriver
- Build Your Weapons
- To the Death!

CD2
Spectrum '86 – "No Speed Limit" Weekend; Live at Montreal, October '86
- Korgüll the Exterminator
- Ripping Headaches
- Blower
- Fuck Off and Die
- Tornado
- Iron Gang
- War and Pain
- Warriors of Ice
- Nuclear War
- Overreaction
- The Helldriver
- Ravenous Medicine
- Voivod
- Thrashing Rage

DVD
Audio:
- Rrröööaaarrr Rough Mix Demo 1985
- Anachronism Live 25.06.86 (first show)
- Early Rehearsals 1983-1984
- Piggy Sound Collage 1980

Video:
- Live, NYC, N.Y., USA – 05/05/86; First U.S. Show
- Live, Long Beach, C.A., USA – 06/13/86
- Live, Jonquiere High School, QC, Canada, 12/20/84; Morgoth Invasion
- Live, Jonquiere Cultural Center QC, Canada, 01/27/84; To the Death!
- Slideshows: Artwork (1983 – 1986) + Live & Studio Photos (1985 – 1986)

## Közreműködők
- Denis Belanger "Snake" – ének
- Denis D'Amour "Piggy" – gitár
- Jean-Yves Theriault "Blacky" – basszusgitár
- Michel Langevin "Away" – dobok

## Külső hivatkozások
- Allmusic.com
- Voivod.NET